# Cuidado con el angel
Cuidado con el ángel è una telenovela messicana del 2008, prodotta da Televisa e con protagonisti Maite Perroni e William Levy.
È stata trasmessa, a partire dal 14 maggio 2011, in lingua originale ed una sottotitolazione in italiano, dall'emittente satellitare Lady Channel, all'interno della rubrica “Lady en español”, che mira all'apprendimento della lingua spagnola.

## Trama
È la storia d'amore fra Maria De Jesus, abbandonata quando ancora era neonata dalla madre che pensando di morire la lasciò nelle mani di un sacerdote, e Juan Miguel, medico psicanalista.
La relazione dei due è però ostacolata da Viviana, moglie di Juan Miguel, che tutti credono morta in un incidente aereo, ma che in realtà è viva e medita vendetta, oltre innumerevoli giochi del destino che separano e riuniscono i due ragazzi in un turbinìo di passioni.

## Curiosità
- Maite Perroni, conosciuta per la sua partecipazione nel gruppo RBD di successo mondiale, ha vinto per la sua interpretazione di Maria in questa telenovela il premio TvyNovelas come miglior giovane attrice del 2008.
- È il remake della telenovela Una muchacha llamada Milagros, del 1974.